# Neostylopyga neavei
Neostylopyga neavei är en kackerlacksart som först beskrevs av Robert Walter Campbell Shelford 1911.  Neostylopyga neavei ingår i släktet Neostylopyga och familjen storkackerlackor. Inga underarter finns listade i Catalogue of Life.